# Cockburn Sound (West-Australië)
Cockburn Sound is een baai aan de westkust van West-Australië, op ongeveer 20 kilometer van de hoofdstad Perth.

## Geschiedenis
De oorspronkelijke bewoners van de kuststrook langs de Cockburn Sound waren de Nyungah Aborigines van de Whadjuk dialectgroep en dan met name de Beeliar clan.
In 1827 arriveerde James Stirling aan boord van de HMS Succes in de baai en vernoemde ze naar Sir George Cockburn, de latere Admiral of the Fleet. De Succes liep in 1829 onder kapitein William Jervoise schipbreuk op een zandbank in de baai. De eerste kolonisten vestigden zich dat jaar op Garden Island, alvorens naar het vasteland te verhuizen. Careening Bay werd gedurende de 19e eeuw gebruikt als scheepswerf en goederenhaven. Vanaf 1900 werd de door C.Y. O'Connor ontworpen haven van Fremantle belangrijker.
Tijdens beide wereldoorlogen werd Garden Island voor militaire doeleinden gebruikt. Tot de jaren 1950 werd de baai enkel gebruikt voor recreatieve doeleinden en commerciële visvangst.
In de jaren 1950 begon men industriële activiteiten te ontwikkelen in de baai wat leidde tot het Kwinana-industriegebied met haar havenfaciliteiten. 80% van de zeegrassen in de baai stierven. In 1966 werd een afvalwaterverwerkingsbedrijf geopend dat afvalwater in de baai loosde. De aanleg van een dijkweg naar Garden Island in het zuiden van de baai begin jaren 1970 deed er de watercirculatie met 40% verminderen. De dijkweg staat vooral ten dienste van de militaire basis die er 1973-78 werd gebouwd.
Tegen de jaren 1990 verbeterde de waterkwaliteit en verminderde het afsterven van de zeegrassen en de algengroei door verbeterde industriële praktijken en een strengere regulering. In 2000 werd de Cockburn Sound Management Council (CSMC) opgericht. CSMC monitort de baai en probeert de recreatieve, economische en ecologische belangen in de baai in evenwicht te brengen. In 2003 werd het Australian Marine Complex gebouwd en in 2006 de Perth Seawater Desalination Plant.

## Geografie
De Cockburn Sound reikt van de monding van de rivier Swan nabij Fremantle tot aan de 25 kilometer zuidelijker gelegen kaap Peron nabij Rockingham. In het oosten wordt de baai begrensd door de lokale bestuursgebieden City of Cockburn en City of Kwinana. In het westen wordt de baai begrensd door de eilanden Garden en Carnac waarna ze overgaat in de Indische Oceaan. De baai is ongeveer 100 km² groot.
De baai is de buitenhaven van de binnenhaven van Fremantle. De Parmelia en Success-zandbanken dienen uitgebaggerd te worden om grote schepen toe te laten. Er liggen zes commerciële aanlegsteigers in de baai waarvan er vijf in bedrijf zijn. Ze zijn in handen van: Alcoa, BHP, BP, Fremantle Port Authority en CBH Group.

## Klimaat
De Cockburn Sound kent een mediterraan klimaat. De watertemperatuur stijgt met 0,03% per jaar sinds 1985 en zou tegen 2060 met 1,5 °C verhogen. De zeespiegel steeg de voorbije twee decennia met 5 mm per jaar. Sinds midden de jaren 1970 daalt de gemiddelde jaarlijkse neerslag in het zuidwesten van West-Australië waardoor er minder vers water de baai instroomt.

## Fauna en flora

### Fauna
In de baai wordt aan commerciële visvangst gedaan. Er wordt gevist naar Portunus armatus, guldenkop, Octopodidae, Loliginidae, vioolroggen, adelaarsroggen en Hyperlophus vittatus. De baai is een kraamkliniek voor enkele van de commerciële soorten. Er worden sinds 1988 mosselen gekweekt.
Tijdens een studie van april 2007 tot februari 2008 werden 216 taxa geïdentificeerd waaronder 141 ongewervelden en 75 vissen. Een kwart van de taxa waren zeldzaam en werden maar op een plaats gevangen. De baai bevindt zich in een gebied waar zowel tropische als mediterrane soorten voorkomen. De meest voorkomende soorten blijkens de studie zijn:
- bloemdieren
  - Cavernularia
- tienpotigen
  - bidsprinkhaankreeften
  - Melicertus latisulcatus (En:Western King Prawn)
  - Metapenaeopsis fusca
  - Metapenaeopsis lindae
  - Portunus pelagicus
  - Portunus (Xiphonectes) rugosus
  - Thalamita sima
- slakken
  - Euprymna tasmanica
  - Sepia braggi
  - Sepia novaehollandiae
  - Sephiotheutis australis
- stekelhuidigen
  - Comatula purpurea
  - Astropecten preissi
  - Luidia australiae
  - Stellaster inspinosus
  - Macrophiothrix spongicola
  - Temnopleurus michaelseni
  - Cercodemas anceps
  - Colochirus quadrangularis

- zakpijpen
- vissen
  - Anoplocapros amygdaloides
  - Apogon rueppellii
  - Arnoglossus spp.
  - port jackson stierkophaai
  - Inegocia japonica
  - Lepidotrigla papilio
  - Maxillicosta scabriceps
  - Monacanthus chinensis
  - Myliobatis australis
  - Onigocia spinosa
  - Pagrus auratus
  - Parapercis haackei
  - Parequula melbournensis
  - Pegasus volitans
  - Pentapodus vitta
  - Pseudocalliurichthys goodladi
  - Pseudocaranx wrighti
  - Pseudocaranx greorgianus
  - Pseudorhombus jenynsii
  - Sillago burrus
  - Trygonorrhina fasciata
  - Upeneichthys vlamingii

Er leven dolfijnen en dwergpinguïns in de baai. De baai wordt door migrerende walvissen aangedaan.
De baai wordt bezocht door migrerende vogels waaronder de elfenstern, rosse grutto, grote zilverreiger, oostelijke rifreiger, witbuikzeearend, steenloper, reuzenstern en de grote kuifstern.

### Flora
De baai is bekend omwille van het afsterven van 80% van de zeegrassen tussen de jaren 1950 en 1970. Het afsterven zou gestabiliseerd zijn. Het zeegras Posidonia sinuosa is dominant. Daarnaast worden ook Posidonia australis en Posidonia coriacea aangetroffen.
Er liggen enkele riffen in de baai. Sporadisch treft men daar koraal (Favites) aan. Op de meest oostelijke riffen groeien bruinwieren. Verder weg van de kust groeien groenwieren en roodwieren. Er leven 300 soorten fytoplankton in de baai. Het fytoplankton nam de plaats in van de afgestorven zeegrasbedden.

## Scheepswrakken
Er liggen meer dan dertig scheepswrakken in de baai waaronder:
- HMS Challenger (1829)
- HMS Succes (1829)
- Parmelia (1829)
- Bombay (1830)
- Success's Pinnace (1830)
- Avon (1833)
- Fanny (1835)
- Lady Stirling (1840)
- Devonshire (1842)
- Albion (1849)
- Rio (1872)

- Contest (1874)
- Seagull (1895)
- August Tellefsen (1898)
- Camilla (1903)
- Guilford (1942)
- Amelia (1942)
- Sleeping Beauty (1943)
- Galah (1961)
- D9 Dredge ex Parmelia (1962)
- Jessie Lee (1970)

## Galerij

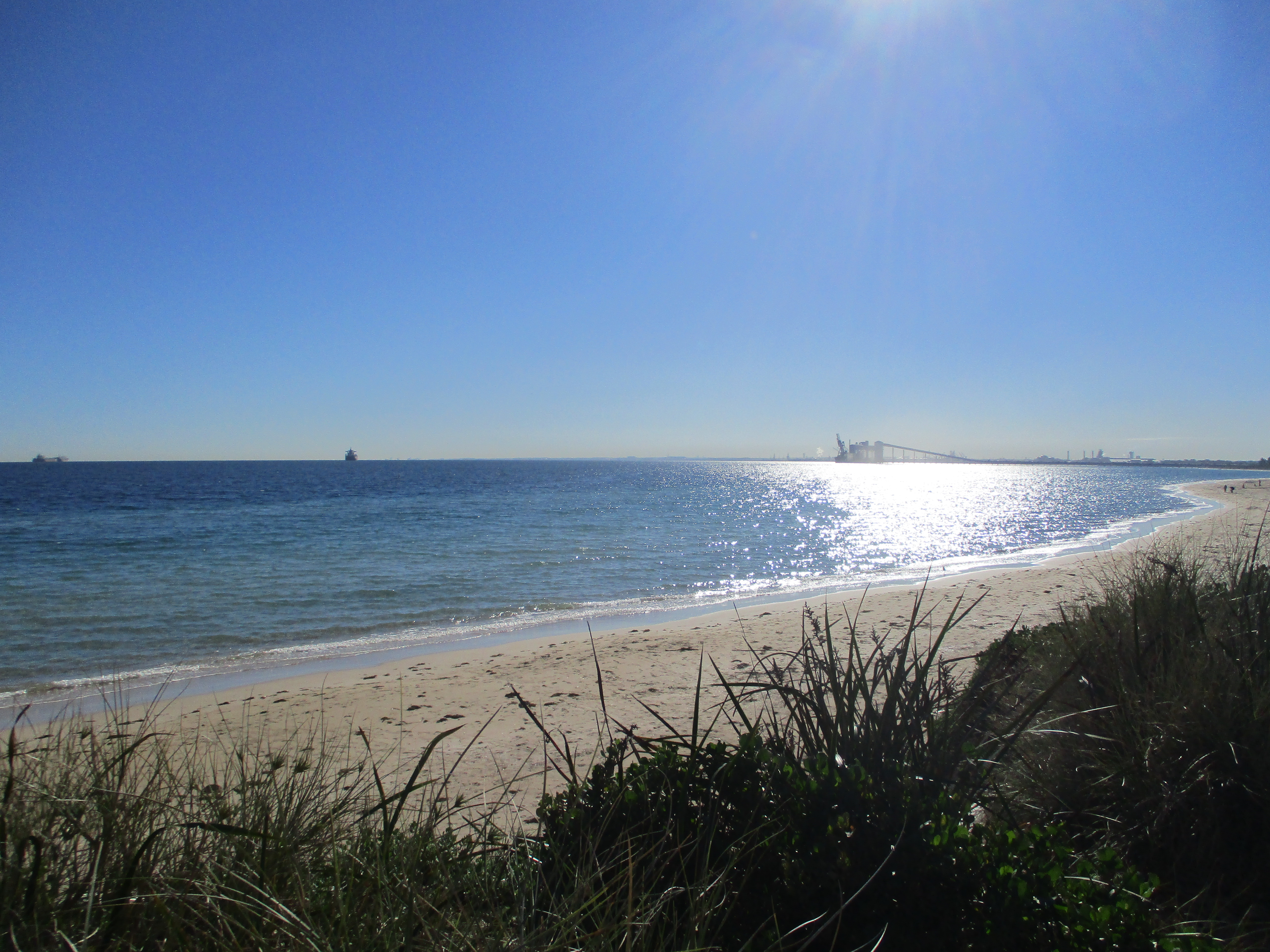
vanaf Rockingham
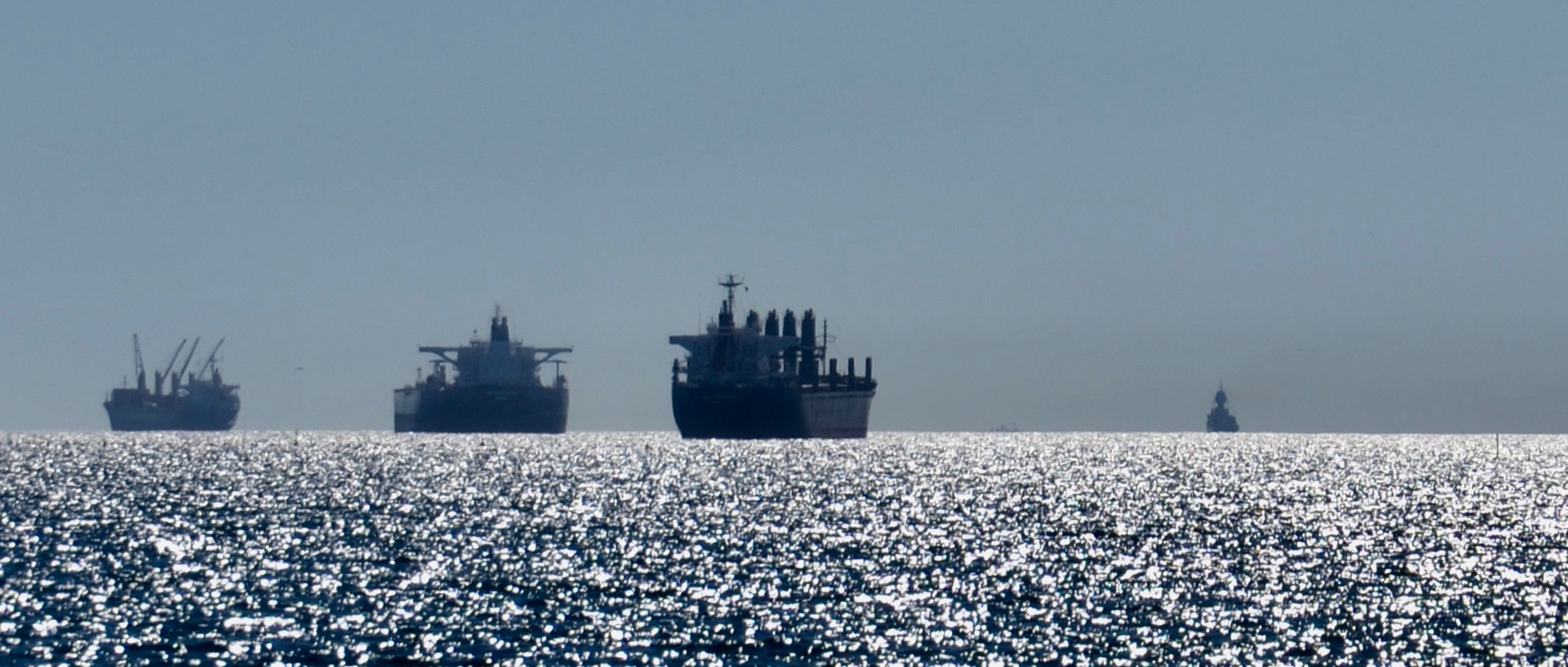
noordwaarts varende schepen
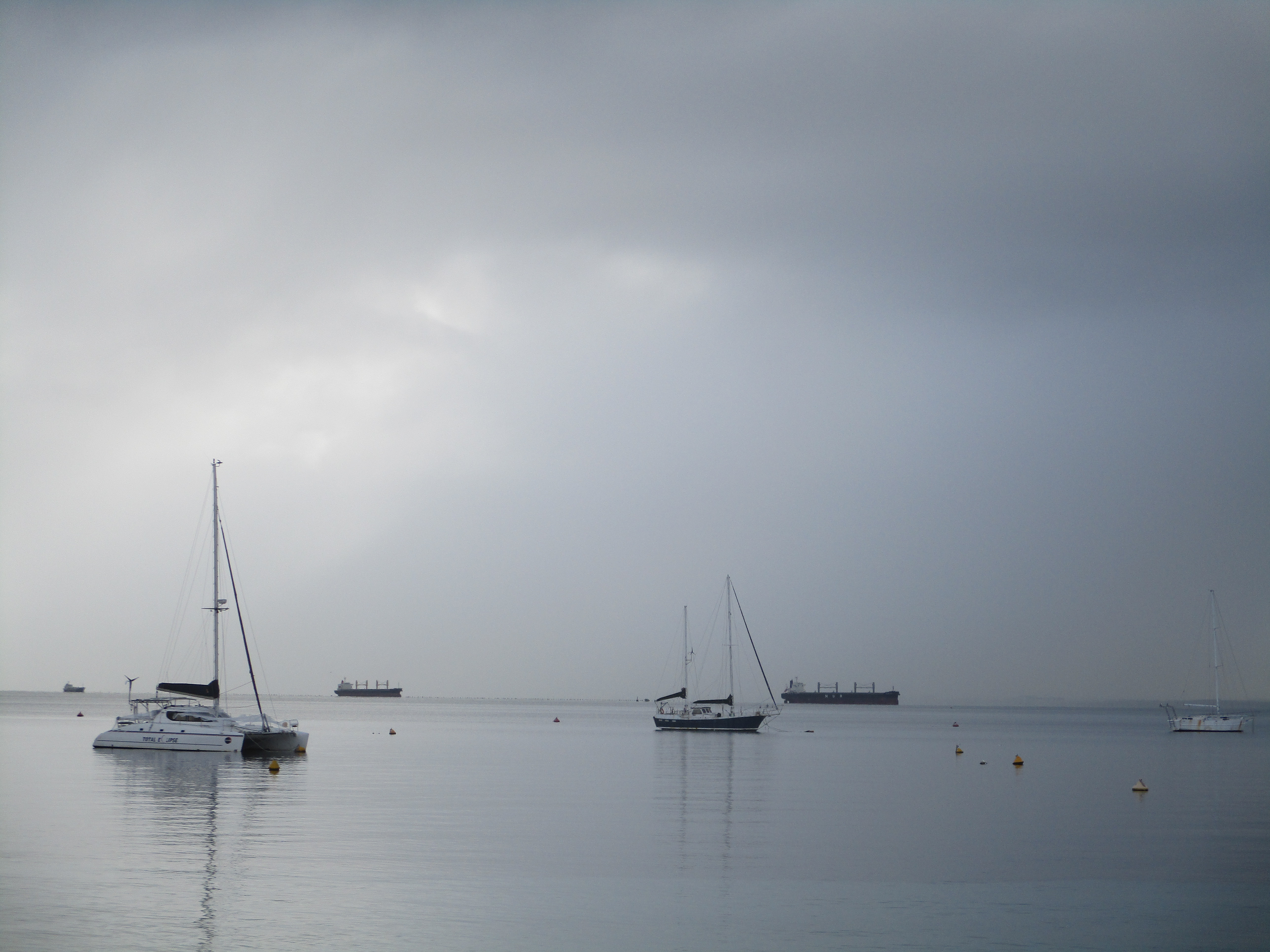
Mangles Bay
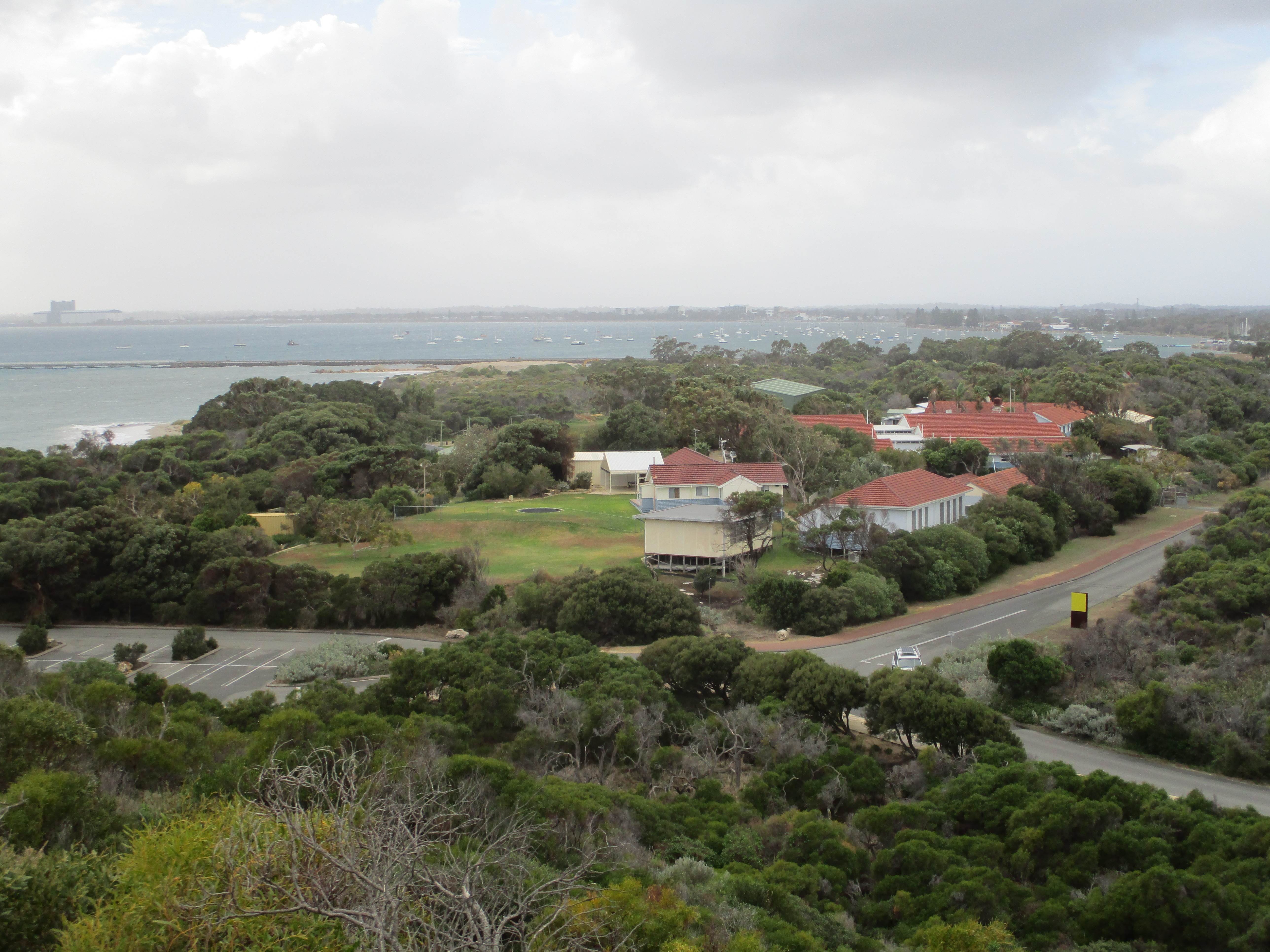
Rockingham vanaf Peron
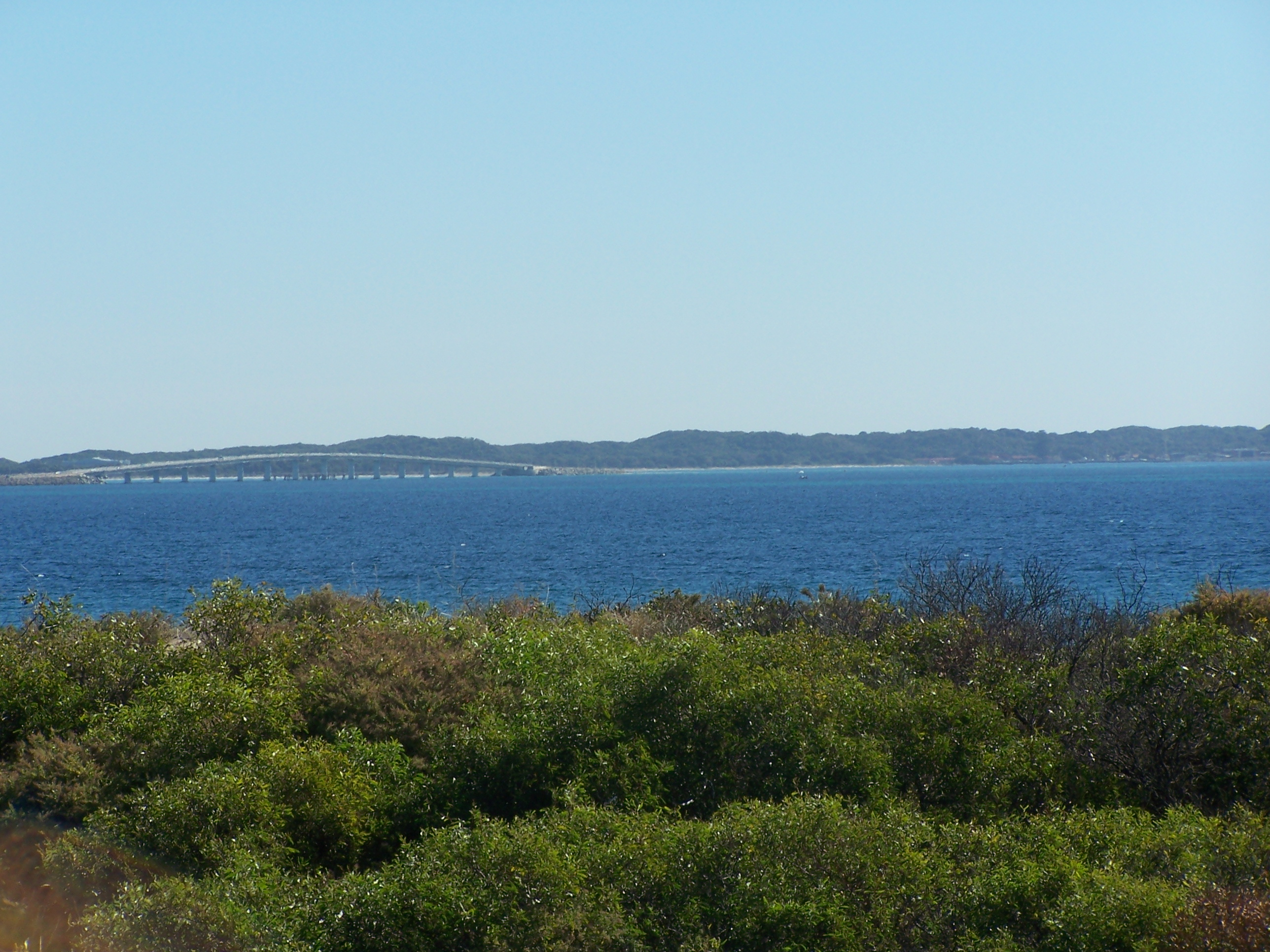
pier en brug naar Garden Island